# Brbončica
Brbončica je mikroskopsko majhna struktura v obliki bradavičke na sluznicah. Izraz se nanaša predvsem na okušalne brbončice, ki so receptorji za okus in se nahajajo zlasti na otočkastih papilah jezika, mehkega neba in grlene površine poklopca (epiglotisa).
S pomočjo okušalnih brbončic zaznavamo 5 osnovnih okusov hrane: slano, kislo, grenko, sladko in umami. Majhni drobci hrane se raztopijo v slini in tako dosežejo okušalne receptorje v brbončicah. Iz okušalnih celic se informacija prevaja po 7., 9. in 10. možganskem živcu v ustrezne predele možganov.
Povprečno se na človeškem jeziku nahaja 2.000–8.000 brbončic.

## Vrste papil
Večina okušalnih brbončic na jeziku se nahaja na jezičnih papilah,drobnih izboklinah na jeziku. Obstajajo 4 vrste jezičnih papil:
- Gobaste (fungiformne) papile – kot lahko sklepamo po imenu, so v prerezu v obliki gobice; največ jih je na konici in straneh jezika, oživčuje pa jih obrazni živec.
- Nitaste (filiformne) papile – so tanke, dolge papile, ki ne vsebujejo brbončic, so pa najštevilčnejše. Ne sodelujejo pri okušanju.
- Listaste (foliatne) papile – so v obliki sluzničnih gub na lateralnih robovih jezika. Oživčujeta jih obrazni živec (tiste, ki ležijo spredaj) in jezičnožrelni živec (tiste, ki ležijo zadaj).
- Otočkaste (valatne) papile - na jeziku jih je povprečno le 3–14, ležijo pa na korenu jezika in se nahajajo v obliki črke V. Oživčuje jih jezičnožrelni živec.